# Reparationscafé
En reparationscafé (introduceret på engelsk som repair café) er et sted hvor folk mødes for at reparere elektriske, elektroniske og mekaniske husholdningsudstyr, computere, cykler, tøj, osv. Reparationscaféer er organiseret af og for lokale beboere. Reparationscaféer er bestemte steder hvor værktøj er tilgængeligt og hvor de kan reparere deres defekte udstyr ved hjælp af frivillige.
Reparationscaféers formål er at reducere affald, at vedligeholde reparationsfærdigheder og styrke den sociale sammenhængskraft.

## 3D-printing af defekte dele
Nogle reparationscaféer er begyndt at anvende 3D-printere til at replikere defekte dele.
Knækkede dele i husholdningsudstyr kan limes sammen - for herefter at blive 3D-skannet med en 3D-skanner. Eksempler på 3D-skannere omfatter David Starter-Kit, 3D Systems Sense, MakerBot Digitizer, Fuel 3D, Microsoft Kinect og Asus Xtion.
Når de fysiske dele er blevet skannet, dannes en 3D-model. 3D-modellen kan konverteres til en .stl eller .obj format og modificeres ved at anvende geometry processing-software såsom makeprintable, netfabb, MeshLab, Meshmixer, Cura eller Slic3r.
Filen udskrives ved at anvende en 3D-printerklient, som laver den fysiske del ved at anvende 3D-printeren. Den samlede proces tager nogen tid at udføre.
For at minske tiden i reparationscaféen, kan folk vælge at få eller købe den færdige 3D-model fra en hjemmeside med 3D-modeller (og dermed springe skanningtrinnet over), eller lave 3D-modellen selv ved at tage mange fotografier af delen og anvende fx 123D Catch, og/eller vælge (hvis reparationscaféen ikke selv har en 3D-printer) få lavet 3D-modellen lavet i reparationscaféen, men udskrevet ved at anvende en 3D-printer et andet sted. Alternativt en 3D-printningsservice som fx Ponoko, Shapeways og andre kan anvendes, og man kan så komme til reparationscaféen med erstatningsdelen for at få den sat i det defekte udstyr.

## www.repaircafe.org-netværket
I følgende afsnit præsenteres www.repaircafe.org-netværket som var det første reparationscafé-netværk.
I 2022 var repaircafe.org stadig ikke repræsenteret i Danmark.

### Historie
Begrebet repair café blev introduceret af Martine Postma i 2009.
Den 18. oktober 2009, blev den første reparationscafé oprettet ved Fijnhout Theater, Amsterdam-West. Den 2. marts 2010, blev Repair Café Foundation grundlagt. Fonden blev dannet for at støtte lokale supportgrupper i hele verden til at oprette deres egne reparationscaféer.
Siden dengang er antallet af reparationscaféer steget drastisk. Postma registrerede i marts 2016 mere end 1.000 reparationscaféer verden rundt, 327 i Holland, 309 i Tyskland, 22 i UK, 21 i USA, 15 i Canada, fire i Australien og en i Indien.
I januar 2017 var antallet af reparationscaféer steget til over 1.200, i marts 2018 var antallet nået 1.500 i 33 lande.
I 2017 blev den første internationale reparationsdag announceret. Dagens hensigt er at blive en årlig begivenhed, som afholdes den tredje lørdag i oktober hvert år.

### Vidensdeling
I 2017, udviklede Repair Café Foundation et online-databaseværktøj - RepairMonitor - som gør det muligt for frivillige at indsamle og vidensdele reparationsinformation via en fælles online-database. I marts 2018 var der blevet indtastet information om næsten 4.000 reparationer i online-databaseværktøjet RepairMonitor, hvis mål er at promovere mere reparation og forlænge produkters levetid.

## Repair Cafe Danmark-netværket
Repair Cafe Danmark-konceptet blev til i år 2013. Jennie Kaae Ferrara var med til at grundlægge den første Repair Cafe Danmark hos Klimakvarter Østerbro.
I 2022 var Repair Cafe Danmark-netværket repræsenteret med 72 reparationscaféer.